# Love of the Loved
Love of the Loved is een van de eerste liedjes die Paul McCartney schreef. Zoals bijna alle liedjes die hij schreef voordat The Beatles uit elkaar gingen, staat het op naam van Lennon-McCartney. The Beatles speelden het nummer al toen ze nog The Quarrymen heetten en ook in de tijden van hun optredens in de Cavern Club behoorde het tot hun vaste repertoire. Het was een van de vijftien nummers die ze speelden bij hun mislukte auditie bij Decca op 1 januari 1962. Daarna hebben ze het nooit meer opgenomen.
De bezetting van The Beatles tijdens de auditie was:
- Paul McCartney, zang, basgitaar
- John Lennon, achtergrondzang, slaggitaar
- George Harrison, achtergrondzang, sologitaar
- Pete Best, drums

Het nummer zoals ze dat tijdens hun auditie speelden, was jarenlang alleen als bootleg te krijgen. Pas in 2013 verschenen de tien nummers van de auditie die niet eerder op een legale plaat waren uitgegeven, met andere vroege opnamen op een legaal dubbelalbum, I Saw Her Standing There.

## Andere uitvoeringen
In 1963 gaven McCartney en Lennon de bevriende zangeres Cilla Black, die ook Brian Epstein als manager had, toestemming om het liedje op te nemen voor haar debuutsingle. De plaat kwam niet verder dan een 35e plaats in de UK Singles Chart. Blacks doorbraak kwam pas met haar volgende plaat, Anyone Who Had a Heart, die goed was voor een eerste plaats.
Love of the Loved van Cilla Black staat samen met andere Lennon/McCartney-nummers, uitgevoerd door onder anderen Billy J. Kramer with The Dakotas, Peter and Gordon, The Fourmost en The Applejacks, op het album The Songs Lennon and McCartney Gave Away uit 1971.
In 1975 bracht de Amerikaanse band The Poppees het nummer uit als B-kant van hun single If she cries (Bomp 103). In 1980 nam de Nederlandse band RollerCoaster het nummer op ter gelegenheid van het eerste lustrum van het Beatles-fanblad Beatles Unlimited. Verdere coverversies van het nummer staan op Lennon & McCartney Secret Songs van Bas Muijs (1989) en op It’s Four You van de Australische tributeband The Beatnix (1998).